# José Bódalo Zuffoli
José Bódalo Zuffoli (Córdoba, Argentina, 24 de març de 1916-Madrid, 24 de juliol de 1985) va ser un actor espanyol, un dels més representatius del teatre, la televisió i el cinema espanyol des de la dècada de 1950.

## Biografia
Va ser fill de l'actriu Eugenia Zuffoli i del tenor còmic José Bódalo. El seu naixement a l'Argentina va coincidir amb una gira artística de la seva família, però aviat es trasllada a Madrid, on inicia estudis de Medicina.
Després de la guerra civil espanyola, emigra amb la seva família a Veneçuela, on debuta en la ràdio, treballant com a locutor i actor per a Radio Caracas i iniciant-se també en el futbol professional.
En 1940 realitza la seva primera representació teatral, al costat de la companyia dels seus pares, en l'obra Madres frente a la guerra, amb la qual recorre diversos països d'Amèrica Llatina.
En 1947 torna a Espanya i comença a interpretar La enemiga en teatre i realitza la seva primera pel·lícula Alhucemas, de José López Rubio.
En els següents anys es consolida com un dels més destacats intèrprets en el panorama artístic espanyol, tant en cinema, com en teatre i televisió. Destaquen les contínues temporades dramàtiques al teatre María Guerrero de Madrid, estrenant obres del primer pla de l'actualitat de la capital.
Va morir en Madrid el 24 de juliol de 1985 als 69 anys encara que segons la seva esquela va morir amb seixanta-set. La mort es va produir com a conseqüència d'una prolongada malaltia d'origen neoplàsic en la Clínica Rúber.

## Trajectòria professional

### Teatre
Després del seu retorn a Espanya, va ser contractat com a galant en la companyia de Tina Gascó i més tard va passar a la d'Amparo Rivelles.
En 1961 ingressa en la Companyia del Teatro Nacional María Guerrero i en 1965 es converteix en el seu primer actor, sota la direcció de José Luis Alonso. Al llarg dels anys va aconseguir importants crítiques teatrals, entre d'altres, per interpretacions com les d' Una mujer cualquiera (1952), de Miguel Mihura, La guerra empieza en Cuba (1955) i La vida privada de mamá (1956), ambdues de Víctor Ruiz Iriarte, Las cartas boca abajo (1957), d'Antonio Buero Vallejo, El rinoceronte (1961), d'Ionesco, Eloísa está debajo de un almendro (1961), de Jardiel Poncela, Cerca de las estrellas (1961) de Ricardo López Aranda, Los caciques (1962), de Carlos Arniches, La loca de Chaillot (1962), de Jean Giraudoux, Soledad (1962), de Miguel de Unamuno, Juana de Lorena (1962) de Maxwell Anderson, El jardín de los cerezos (1963), de Txèkhov, Los verdes campos del Edén (1963), d'Antonio Gala, El proceso del Arzobispo de Carranza (1964), de Joaquín Calvo Sotelo, Noches de San Juan (1965) de Ricardo López Aranda, Viuda ella, viudo él (1968), d'Alfonso Paso, Romance de lobos (1970) de Valle-Inclán, El sueño de la razón (1970), de Buero Vellejo, El círculo de tiza caucasiano (1971), de Bertolt Brecht, Dulcinea (1972), de Gaston Baty, Misericordia (1972), de Benito Pérez Galdós, Las tres hermanas (1973), d'Anton Txékhov, Anillos para una dama (1973), d'Antonio Gala, Bodas que fueron famosas del Pingajo y la Fandanga (1978), de José María Rodríguez Méndez, La gata sobre el tejado de zinc (1979), de Tennessee Williams, Panorama desde el puente (1980), d'Arthur Miller, El pato silvestre (1982), d'Ibsen i Tres sombreros de copa (1983), de Mihura.

### Cinema
En cinema va intervenir en una cinquantena de títols, gairebé sempre en papers secundaris. Entre els títols en els quals va intervenir figuren Agustina de Aragón (1950), de Juan de Orduña, amb Aurora Bautista, Balarrasa, Vuelo 971 (1954), Teresa de Jesús (1961), Cristo negro (1963) o Búsqueme a esa chica (1965), on va interpretar al pare de Marisol.
El seu registre dramàtic li va portar a interpretar papers clau en algunes de les més destacades pel·lícules de José Luis Garci: El crack (1981), Volver a empezar (1982) (guanyadora d'un Óscar de l'Acadèmia Nord-americana), El crack II (1983), Las autonosuyas (1983) i Sesión continua (1984), així com a La Colmena (1982), de Mario Camus i Últimas tardes con Teresa (1984), de Gonzalo Herralde.

### Televisió
Va ser durant gairebé trenta anys un dels rostres més habituals de la pantalla petita en Espanya, intervenint en més de cinc-cents espais dramàtics. Va debutar amb l'obra El oso, de Txekhov. Després vindrien desenes de papers en els espais dramàtics de teatre televisat dels anys seixanta i setanta, com Primera fila, Novela, Teatro de siempre (1968-1971), Pequeño Estudio (1969-1970), La Comedia Musical Española (1985), de Fernando García de la Vega o sobretot Estudio 1, on destaquen les seves interpretacions a Tres sombreros de copa (1966), de Mihura, El mercader de Venecia (1967), de Shakespeare, Tío Vania (1969), de Txèkhov, Doce hombres sin piedad (1973), de Reginald Rose, Misericordia (1977), de Benito Pérez Galdós o Nosotros, ellas y el duende (1979), de Carlos Llopis.
També va tenir papers destacats en sèries com a Teletipos (1964), Confidencias (1964), Tiempo y hora (1965-1966), Diana en negro (1970) o Cañas y barro (1978), on va donar vida al personatge de Cañamel.

#### Trajectòria a televisió
- La comedia musical española
  - Luna de miel en El Cairo (29 d'octubre de 1985)
  - Ana María (26 de novembre de 1985)
  - El sobre verde (24 de desembre de 1985)
- Goya (1985)
- La comedia 
  - La señorita de Trevélez (24 de gener de 1984)
- Un encargo original
  - Zanja (23 de juliol de 1983)
- Los desastres de la guerra (1983)
- Anillos de oro
  - Cuando se dan mal las cartas (1 de gener de 1983)
- Cañas y barro (1978)
- El teatro 
  - La oficina (27 de gener de 1975)
- Telecomedia 
  - La oportunidad (16 de novembre de 1974)
- Noche de teatro 
  - La mordaza (26 de juliol de 1974)
- Buenas noches, señores
  - Nocturno (28 de juny de 1972)
- Ficciones 
  - El cocodrilo (2 de desembre de 1971)
- Hora once
  - La rosa de la Alhambra (18 de gener de 1971)
- Juegos para maigres 
  - Comedor reservado (18 de gener de 1971)
  - La finca (8 de febrer de 1971)
- Las tentaciones 
  - Pas de deux, pas de quatre (26 d'octubre de 1970)
- Al filo de lo imposible 
  - El coche viejo (27 de juliol de 1970)
- Diana en negro
  - La esposa del jugador (9 de gener de 1970)
  - Pesadilla (30 de gener de 1970)
  - El cadáver descalzo (8 de maig de 1970)
  - Un muerto en cuenta corriente (5 de juny de 1970)
  - A Las tres en punto (19 de juny de 1970)
- La risa española 
  - Genio y figura (11 d'abril de 1969)
  - Usted es Ortiz (16 de maig de 1969)
  - Los chorros del oro (30 de maig de 1969)
- Pequeño estudio 
  - La corona de dalias (4 de febrer de 1969)
  - El carnaval (12 de febrer de 1969)
  - La coartada (18 de juny de 1969)
  - El misterio de la estafeta (17 de juliol de 1970)
  - La abuela Raimunda (24 de juliol de 1970)
- Estudio 1
  - El caso de la señora estupenda (26 de gener de 1966)
  - El rinoceronte (29 de juny de 1966)
  - Los mosquitos (10 d'agost de 1966)
  - Europa y el toro (19 d'octubre de 1966)
  - Cuando las nubes cambian de nariz (26 d'octubre de 1966)
  - Los verdes campos del Edén (4 de gener de 1967)
  - Todos eran mis hijos (1 de febrer de 1967)
  - La casa de los siete balcones (21 de juny de 1967)
  - El mercader de Venecia (23 d'agost de 1967)
  - Legítima defensa (20 de setembre de 1967)
  - Los físicos (10 d'octubre de 1967)
  - Corona de amor y muerte (1 de novembre de 1967)
  - La rueda (14 de novembre de 1967)
  - Son las doce, Doctor Schweitzer (19 de desembre de 1967)
  - El landó de seis caballos (4 de juny de 1968)
  - La pareja (11 de juny de 1968)
  - El proceso del arzobispo Carranza (1 d'abril de 1969)
  - El acorazado Valiant (6 de maig de 1969)
  - El gesticulador (20 de maig de 1969)
  - Tío Vania (11 de novembre de 1969)
  - La casa (18 de juny de 1970)
  - Las cartas boca abajo (25 de juny de 1970)
  - Pedro y Juan (28 d'abril de 1972)
  - El concierto de San Ovidio (19 de gener de 1973)
  - Doce hombres sin piedad (16 de març de 1973)
  - El canto de la cigarra (1 de juny de 1973)
  - El ladrón (5 d'octubre de 1973)
  - Doña Clarines (7 de juliol de 1975)
  - Misericordia (25 d'abril de 1977)
  - Trampa para un hombre solo (30 de maig de 1977)
  - Tres sombreros de copa (20 d'abril de 1978)
  - La casa (31 de gener de 1979)
  - Nosotros, ellas y el duende (28 de febrer de 1979)
  - Los viernes a las seis (16 de maig de 1979)
  - El solar de mediacapa (20 d'abril de 1980)
  - La silla número 13 (29 de juny de 1980)
  - Escuela de mujeres (14 de setembre de 1980)
  - La serrana de la vera (10 de març de 1981)
  - Un enemigo del pueblo (29 de maig de 1981)
  - El pato silvestre (6 de desembre de 1982)
  - El sombrero de copa (21 d'agost de 1984)
- Teatro de siempre 
  - El rey se muere (29 de març de 1968)
  - Mi familia (7 de febrer de 1969)
  - Mañana te lo diré (26 de novembre de 1970)
  - Timón de Atenas (22 de gener de 1971)
- Los encuentros 
  - Un vagabundo (15 de juliol de 1967)
- Dichoso mundo
  - El otro mundo (19 de juny de 1967)
- Historias de hoy 
  - Una noche en el paraíso (7 de març de 1967)
- Teatro breve 
  - Mañana de sol (11 de setembre de 1966)
  - Corazones y diamantes (13 de novembre de 1980)
- La pequeña comedia 
  - El café (25 de juny de 1966)
  - Cuando los duros se ablandan (30 d'agost de 1966)
- Historias para no dormir
  - El túnel (3 de març de 1966)
- Tiempo y hora
  - La cigarra y la hormiga (26 de febrer de 1966)
  - La vuelta de un hombre (9 d'octubre de 1966)
  - Fábula sin moraleja (30 d'octubre de 1966)
  - Días de haber (1 de gener de 1967)
  - El abogado de oficio (1 de gener de 1967)
- Teatro de humor
  - La venganza de la Petra (6 de juny de 1965)
- Tengo un libro en las manos 
  - El libro de El Escorial (28 d'abril de 1964)
  - Don Carlos (12 de maig de 1964)
- Confidencias
  - El hombre que trae un pañuelo rojo (7 de febrer de 1964)
  - Por mamá (20 de març de 1964)
  - La libertad (15 de maig de 1964)
  - El visitante (12 de juny de 1964)
  - Juicio íntimo (17 de juliol de 1964)
  - Las cosas sencillas (17 d'octubre de 1964)
  - A la una y media (20 de desembre de 1964)
- Estudio 3
  - Estación 83 (27 de gener de 1964)
  - La muñeca vieja y fea (30 de gener de 1965)
- Sospecha 
  - El caso del viejo del Tibet (18 d'octubre de 1963)
- Novela
  - El caso del visitante (16 de juny de 1963)
  - Mis últimos cien amores (10 de febrer de 1964)
  - Premio para un hombre honrado (16 de març de 1964)
  - Un actor para un crimen (16 de novembre de 1964)
  - Paso a nivel (8 de febrer de 1965)
  - Leopoldo (26 de juliol de 1965)
  - Marianela (16 de novembre de 1965)
  - El amigo manso (22 de març de 1966)
  - El último pobre (18 d'abril de 1966)
  - El pueblo afortunado (21 de novembre de 1966)
  - Cambio de luz (13 de març de 1967)
  - Cincuenta mil pesetas (24 de juliol de 1967)
  - La balada del rey Gaspar (1 de gener de 1968)
  - Keleidoscopio en K (24 de juny de 1968)
  - Hay alguien fuera (16 de setembre de 1968)
  - Marieta y su familia (28 d'abril de 1969)
  - Aguas estancadas (30 de juny de 1969)
  - Menos que nada (17 de setembre de 1973)
  - La casa de las locas (21 de gener de 1974)
  - El hombre de los aplausos (10 de gener de 1977)
- El hombre, ese desconocido 
  - El detenido (1 de juny de 1963)
- Primera fila
  - Que viene mi marido (17 de maig de 1963)
  - La loba (20 de maig de 1964)
  - El cero y el infinito (29 de juliol de 1964)
  - La bella desconocida (26 d'agost de 1964)
  - El canto de la cigarra (23 de desembre de 1964)
  - Don José, Pepe y Pepito (20 de gener de 1965)
  - Los persas (31 de març de 1965)
  - Niebla en el bigote (15 de setembre de 1965)

## Premis
Medalles del Cercle d'Escriptors Cinematogràfics
| Any  | Categoria                   | Pel·lícula      | Resultat  |
| ---- | --------------------------- | --------------- | --------- |
| 1983 | Millor actor de repartiment | Las autonosuyas | Guanyador |

- Premi Nacional d'interpretació dramàtica (1961).
- Antena de Oro (1962).
- Premis Ondas 1965 (Nacionals de televisió). Millor actor (1965)
- Premi del Sindicat Nacional de l'Espectacle (1969) per Sangre en el ruedo.
- TP d'Or 1980 al Millor Actor, per Estudio 1.